# Клевцов, Василий Ильич
Василий Ильич Клевцов (1909—1998) — советский военный лётчик бомбардировочной авиации и военачальник, участник китайско-японской, советско-финской и Великой Отечественной войны, Герой Советского Союза (7 апреля 1940 г.). Генерал-майор авиации (4.06.1940). 

## Биография
Василий Клевцов родился 25 февраля 1909 года в Риге. Окончил семилетнюю школу и школу фабрично-заводского ученичества. Работал на заводе «Каучук» в Москве.
В июне 1928 года В. И. Клевцов был призван на службу в Рабоче-крестьянскую Красную Армию. В 1929 году он окончил Ленинградскую военно-теоретическую школу ВВС РККА, в 1930 году — 1-ю военную школу лётчиков имени А. Ф. Мясникова, в 1932 году — курс инструкторов по вооружению при 3-й военной школе лётчиков и летнабов имени К. Е. Ворошилова в Оренбурге. С 1930 года служил в 15-й авиационной эскадрилье ВВС Московского военного округа (Брянск): младший лётчик, старший лётчик. С 1932 года — старший лётчик 34-й легкобомбардировочной авиационной эскадрилье ВВС Белорусского военного округа (Орша): старший лётчик, командир звена. Вскоре вместе с эскадрильей убыл на Дальний Восток. С января 1935 года — командир авиаотряда в 64-й авиационной бригаде ВВС Забайкальской группы войск Особой Краснознамённой Дальневосточной армии.
С октября 1937 по июль 1938 года капитан В. И. Клевцов участвовал в боях китайско-японской войны, бомбил японские аэродромы и авиабазы, скоплений японских войск, нанеся противнику большие потери. Летал в составе бомбардировочной авиаэскадрильи под командованием Ф. П. Полынина. Участвовал в знаменитом рейде 28-ми бомбардировщиков СБ 23 февраля 1938 года под командованием Ф. П. Полынина на японскую авиабазу на острове Тайвань, когда на земле было сожжено до 40 японских самолётов, ангары и бензохранилище. Кроме того, участвовал в уничтожении японского аэродрома в Нанкине (ценой потери одного бомбардировщика на земле сожжено 48 самолётов), стратегически важного моста через реку Хуанхэ и в других авиарейдах. На этой войне получил свою первую награду — орден Красного Знамени.
После возвращения в СССР летом 1938 года назначен инспектором по технике пилотирования, позднее старшим инспектором Главной лётной инспекции Управления ВВС РККА.
Участвовал в советско-финской войне, будучи заместителем командующего ВВС 13-й армии Северо-Западного фронта. Во фронтовых условиях наладил интенсивную боевую подготовку лётных частей армии. За время боёв он совершил 10 боевых вылетов, один из которых — в тёмное время суток.
Указом Президиума Верховного Совета СССР от 7 апреля 1940 года за «образцовое выполнение боевых заданий командования и проявленные при этом отвагу и геройство» полковник Василий Клевцов был удостоен высокого звания Героя Советского Союза с вручением ордена Ленина и медали «Золотая Звезда» за номером 257.
После войны направлен на учёбу. В 1941 году Клевцов окончил первый курс Военной академии командного и штурманского состава ВВС Красной Армии. Член ВКП(б) с 1940 года.
С июня 1941 года — на фронтах Великой Отечественной войны. В июле-сентябре 1941 — заместитель командира 41-й смешанной авиационной дивизии на Северном (июль-август 1941) и Ленинградском (август-сентябрь 1941) фронтах. Участвовал в обороне Ленинграда. С сентября 1941 — командир 60-й смешанной авиационной дивизии, в январе-мае 1942 — командующий ВВС 33-й армии. Воевал на Брянском (сентябрь-декабрь 1941) и Западном (декабрь 1941 — май 1942) фронтах. Участвовал в Орловско-Брянской оборонительной операции, Московской битве и Ржевско-Вяземской наступательной операции 1942 года. С мая 1942 — заместитель командира, а после гибели в июле 1942 при налёте немецкой авиации на аэродром командира дивизии генерала Л. А. Горбацевича — командир 244-й бомбардировочной авиационной дивизии. Во главе дивизии воевал на Брянском (июнь-август 1942), Воронежском (август-ноябрь 1942), Юго-Западном (февраль-октябрь 1943) и 3-м Украинском (октябрь 1943 — февраль 1944) фронтах. Участвовал в Воронежско-Ворошиловградской и Харьковской оборонительной операциях, в Белгородско-Харьковской, Изюм-Барвенковской, Донбасской, Запорожской, Днепропетровской и Никопольско-Криворожской наступательных операциях. В феврале 1944 года освобождён от должности командира дивизии (причины не установлены).
В апреле 1944 — июле 1946 — начальник 1-й военной авиационной школы пилотов первоначального обучения (школа дислоцировалась в городе Кропоткин Краснодарского края. В 1946—1956 — начальник отдела боевой подготовки — заместитель начальника штаба ВВС Западно-Сибирского военного округа (штаб — в городе Новосибирск).
В сентябре 1956 года генерал-майор авиации В. И. Клевцов уволен в запас. Проживал в Новосибирске.
Умер 28 февраля 1998 года, похоронен на Заельцовском кладбище Новосибирска.

На доме в Новосибирске, в котором жил Герой, установлена мемориальная доска.

## Воинские звания
- Старший лейтенант (февраль 1936)
- Капитан (февраль 1938)
- Полковник (16.07.1938, минуя звания майора)
- Генерал-майор авиации (4.06.1940)

## Награды
- медаль «Золотая Звезда» Героя Советского Союза (7.04.1940)
- Орден Жукова (4.05.1995, Российская Федерация)
- орден Ленина (7.04.1940)
- два ордена Красного Знамени (1.04.1938, 20.06.1949)
- два ордена Отечественной войны 1-й степени (17.09.1943, 11.03.1985)
- орден Красной Звезды (3.11.1944)
- медаль «За оборону Москвы»
- медали[1].